# HMS Tartar (F43)
«Тартар» (F43) (англ. HMS Tartar (F43) — військовий корабель, ескадрений міноносець типу «Трайбл» Королівського військово-морського флоту Великої Британії за часів Другої світової війни.

## Історія створення
«Тартар» був закладений 26 серпня 1936 року на верфі компанії Swan Hunter, Волсенд. 10 березня 1939 року увійшов до складу Королівських ВМС Великої Британії. Есмінець взяв найактивнішу участь у бойових діях на морі в Другій світовій війні, бився у Північній Атлантиці, на Середземному морі, біля берегів Франції, Англії, Малайзії та Індії, супроводжував арктичні конвої. Бойовий корабель за проявлену мужність та стійкість у боях заохочений дванадцятьма бойовими відзнаками.

## Дизайн і конструкція
«Тартар» належав до есмінців типу «Трайбл», що відрізнялися від своїх попередників помітно більш гострими обводами носової частини й кліперним форштевнем, які підкреслювали їхню стрімкість. Близько 40 % довжини корабля займав півбак, котрий трішки піднімався до форштевня. Корабель мав всього одну суцільну палубу — верхню. Так звана нижня палуба насправді була платформою і проходила лише на носі і в кормі, поза межами машинно-котельних відділень. 15 водонепроникних перегородок, що доходили до верхньої палуби, поділяли корпус на 16 відсіків. Теоретично при затопленні будь-яких двох з них есмінець повинен був зберігати плавучість. По всій довжині корпусу йшло друге дно, а в районі 20-24-го шпангоутів був виріз під антену «ASDIC», котра опускалась.
«Тартар» на стадії будівництва оснащувався, як лідер есмінців і тому отримав номер L43, однак буквально напередодні введення до строю номер змінили на F43.
Корпус «Тартар» мав загальну довжину між перпендикулярами — 115 м, бімс — 11,13 м та осадку до 3,43 м. Водотоннажність бойового корабля становила: стандартна — 1 891 та повна — 2 519 довгих тонн відповідно.
Головна енергетична установка становила три триколекторні Адміралтейських котли з пароперегрівником і два одноступінчатих турбозубчатих редуктори. Розміщення ГЕУ — лінійне. Котли розміщувалися в ізольованих відсіках, турбіни — у загальному машинному відділенні, при цьому редуктори були відокремлені від турбін водонепроникною перегородкою. Робочий тиск пару — 21,2 кгс/см² (20,5 атм.), температура — 327 °С (620 °F).
Проектна потужність становила 44 000 к.с., при частоті обертання 350 об/хв., що мало забезпечити максимальну швидкість ходу (при повному навантаженні) в 32,5 вузли (60,1 км/год). Однак на ходових випробуваннях есмінець досяг швидкості 36 вузлів. Запас палива зберігався у восьми паливних танках, ємністю 524 тонни мазуту, що забезпечувало дальність плавання 5 700 миль (10 556 км) 15-вузловим ходом (27,8 км/год) або 3 200 миль (5 926 км) 20-вузловим ходом. Дальність плавання на повному ході становила 1 200 миль. Екіпаж корабля становив 190 офіцерів та матросів.

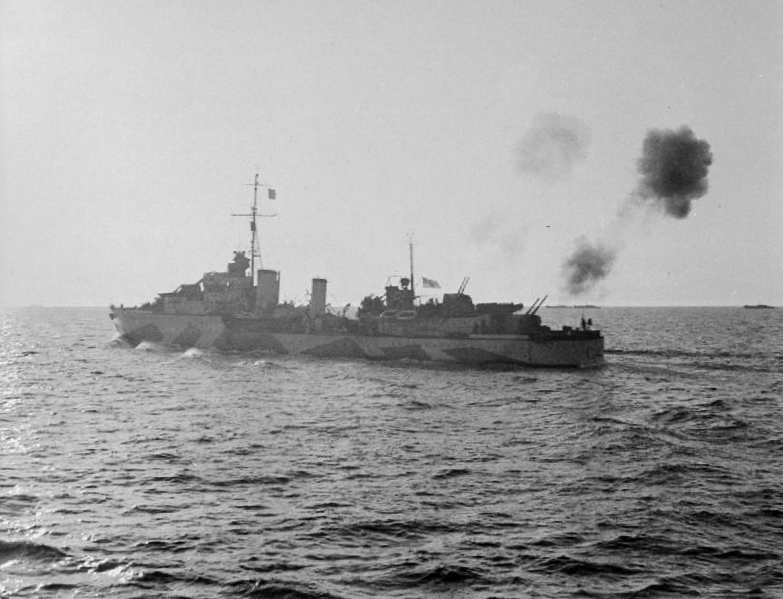
Зенітна артилерія есмінця «Тартар» веде вогонь по літаках противника з 102-мм гармат Mk XVI. Операція «Аваланч». 9 вересня 1943

## Озброєння
Корабельна артилерія головного калібру (ГК) есмінця «Тартар»: вісім 120-мм універсальних швидкострільних гармат QF Mk.XII з довжиною ствола 45 калібрів у подвійних баштах типу CP Mk.XIX 'A', 'B', 'X', та 'Y', загальною вагою до 25,9 тонн кожна. Башти розміщувалися по центральній осі корабля та утворювали дві передні й дві кормові вогневі позиції. Максимальний кут піднесення +40°, зниження на −10°. Кут горизонтального наведення установок становив 340°, мертва зона — 20°. Маса снаряда 22,7 кг, початкова швидкість — 808 м/с. Гармати мали швидкострільність 10-12 пострілів на хвилину на дальність — 15 520 м. Боєзапас становив 300 пострілів на ствол (200 — фугасних, 50 — осколкових з дистанційнім підривачем та 50 — освітлювальних). Живучість ствола — до 1 400 пострілів.
Зенітне озброєння корабля включало одна 40-мм автоматична зенітна гармата QF 2 Mark II з боєзапасом 14 400 снарядів та два 12,7-мм зчетверені зенітні кулемети Vickers .50 з боєзапасом 10 000 набоїв на установку. Окрім важких кулеметів на есмінці були чотири 7,71-мм кулемети «Льюїс»
Торпедне озброєння складалося з одного чотиритрубного 21-дюймового (533-мм) торпедного апарату Mark IX, що розташовувався в кормовій частині корпусу на осьовій лінії й мав запас тільки чотири торпеди. Торпеди Mk.IX мали максимальну дальність дії 11 000 ярдів (10 055 м) зі швидкістю 41 вузол. Бойова головка мала 330 кг тринітротолуолу, але невдовзі після вступу корабля до строю, їх змінили на більш потужну торпеду з 367 кг торпекса.
Протичовнове озброєння есмінця складалося з сонара «ASDIC», 20 глибинних бомб, 1 бомбоскидача і двох бомбометів на кормі; за часів війни кількість глибинних бомб збільшили до 30.
Система управління вогнем складалася з командно-далекомірного поста (директора) Mk.I і комбінованого 12-футового (3,6 м) далекоміра/зенітного директора Mk.II, які розміщувалися на верхньому містку на окремих основах. Перший з них був візиром центрального наведення, але використовувався тільки для стрільби по морських цілях, другий слугував далекоміром при стрільбі по морських цілях і далекоміром-директором для зенітної стрільби. Серйозним недоліком була відсутність стабілізації ПКАВ (прилад керування артилерійським вогнем).

## Історія

### Передвоєнні роки
У березні 1939 року після введення до складу британського флоту корабель був зарахований у 2-у флотилію есмінців типу «Трайбл» Флоту Метрополії. Невдовзі його перевели до 6-ї флотилії, яка включала також однотипні кораблі «Сомалі», «Бедуїн», «Ашанті», «Ескімо», «Панджабі», «Матабеле».
1 червня 1939 року есмінець брав участь у рятувальних роботах в Ірландському морі з підйому затонулого підводного човна «Тетіс» поблизу Анґлсі. Однак, британцям вдалося врятувати лише чотирьох людей, решта — 99 членів екіпажу підводного човна — загинули на потерпілому кораблі.
Після повернення з рятувальної експедиції корабель поставили на ремонт до Девонпорту через проблеми, виявлені при випробуваннях. З липня 1939 року він повернувся до строю.

### Перші роки війни
Напередодні Другої світової війни «Тартар» перебував у Флоті метрополії, що базувався на Скапа-Флоу. З початком воєнних дій він увійшов до складу сил, що патрулювали прибережні води Британії, забезпечували протичовновий захист транспортних кораблів та суден. 24 листопада брав участь у пошуку двох німецьких лінкорів «Шарнгорст» та «Гнейзенау» після затоплення ними озброєного допоміжного крейсера «Равалпінді».
З грудня корабель знову поставлений у док Говані на ремонт компанії Alexander Stephen and Sons через течу силової установки, дефект характерний для всіх есмінців типу «Трайбл». З 29 грудня 1939 «Тартар» повернувся до строю.
У січні-лютому 1940 року ескортував транспортні конвої до Норвегії. У березні з есмінцем «Могаук» супроводжував океанський лайнер «Квін Елизабет» через Західні підходи в її першому виході в море.
У квітні корабель ескортував конвої HN 24 та HN 25, забезпечуючи прикриття від нападу німецьких кораблів у Північному морі. 4 числа з есмінцями «Сомалі», «Машона» і «Матабеле» вийшли на охорону конвою з Норвегії до Метила. 8 квітня група есмінців «Афріді», «Гуркха», «Сикх», «Могаук», «Зулу», «Козак», «Кашмир», «Кельвін» та польські ORP «Гром» і «Блискавиця» супроводжувала крейсери «Галатея» та «Аретьюза», що ескортували конвой ON 24 та охороняли підступи до транспортів через загрозу нападу німецьких надводних кораблів.
Надалі підтримував дії британського флоту в Норвегії, 18 квітня увійшов до ескорту пошкодженого важкого крейсера «Саффолк», а також прикривав евакуацію союзних військ з норвезьких міст Ондалснес і Молде, де сталася висадка німецького повітряного десанту. Біля узбережжя Норвегії продовжував діяти до кінця травня 1940 року, потім повернувся до Скапа-Флоу.
У червні супроводжував авіаносець «Арк Роял» та лінійний корабель «Веліант». Після затоплення британського авіаносця «Глоріос» входив до пошукової групи, що розшукувала у Північній Атлантиці німецькі рейдери «Шарнгорст» та «Гнейзенау».
11 червня 1940 року повернувся до Скапа-Флоу. 19 червня есмінець рятував матросів з торпедованого німцями португальського торговельного судна, а 20 числа з однотипним «Машона» вийшов до Фарерських островів на перехоплення придбаних Швецією в Італії міноносців типу «Спіка» «Ромулус» та «Ремус». Після інтенсивних дипломатичних перемовин міноносці пройшли до берегів Швеції.
14 липня встав на ремонт на верфі Cammell Laird для врегулювання керма, а 24 липня повернуся до строю Флоту Метрополії.
З серпня продовжував виконання ескортних функцій поблизу Британії, а також до Гібралтару. 1 вересня супроводжував поблизу Шетландських островів легкий крейсер «Фіджі», постраждалий внаслідок торпедної атаки німецького підводного човна U-32. Надалі залучався на патрулювання та ескорт транспортних та бойових кораблів. З листопада до грудня знову на поточному ремонті через типові проблеми в конструкції корпусу корабля, а також для заміни баштової установки «X» зі 120-мм універсальною гарматою QF Mark XII на 102-мм гармату Mk XIX для підвищення протиповітряних спроможностей есмінця.
Наприкінці грудня 1940 року «Тартар» повернувся на головну військово-морську базу флоту та визначений лідером 4-ї флотилії ескадрених міноносців.

### 1941
З січня 1941 року корабель використовувався для ескортування та забезпечення постановки мінних полів у Північному морі. 3 січня з есмінцями «Інтрепід» та «Ікарус» виділені на супровід крейсерів «Аретьюза» та «Аврора» для постановки мінних полів поблизу норвезького Еґерсунда.
1 березня він вийшов в море для участь у проведенні спеціальної операції з висадки загонів No. 3 та No. 4 британських командос на Лофотенські острови — операції «Клеймор». Під час операції потопив німецьке транспортне судно Bernhard Schulte та захопив німецький траулер «Кребс», на якому перебувала шифрувальна машина «Енігма» з таємною документацією, яка становила надзвичайну важливість для союзників. Уся захоплена апаратура та документи були негайно переправлені до Блечлі-Парк, де найкращі дешифрувальники билися над розгадуванням німецьких кодів та шифрів.
З травня есмінець включений до складу сил, що ескортували транспортні конвої через Північну Атлантику. За цей час корабель долучався до переслідування німецького новітнього лінкору «Бісмарк» та екіпаж став свідком його останньої битви та затоплення.
На зворотному шляху до бази «Тартар» піддався разом з есмінцем «Машона» інтенсивній авіаційній атаці 50 німецьких бомбардувальників Fw 200 Condor та He 111, що тривала понад 13 годин. «Машона» постраждав від влучення німецької бомби, корабель врешті-решт перекинувся та затонув. «Тартар», також постраждалий від авіаційного нальоту, зміг врятувати 229 чоловіків з однотипного корабля і доставити їх у Грінок.
Після відновлення боєздатності корабель повернувся до строю й був включений до складу оперативної групи, що мала захопити німецьке допоміжне судно на якому була апаратура «Енігма» з відповідною літературою та кодовими сигналами. 26 червня він разом з «Бедуїн» ескортував крейсер «Найджеріа» до норвезького острову Ян-Маєн, де за даними розвідки перебував метеорологічний корабель Lauenburg. 28 червня екіпаж «Тартара» узяв німецький корабель на абордаж та захопив важливу літературу й секретне обладнання, а потім розстріляв з корабельного озброєння судно ворога.
27 липня есмінець брав участь у розвідувальній місії до острова Західний Шпіцберген, з метою оцінювання можливості його захоплення та використання як перевалочну базу для дозаправлення суден і кораблів арктичних конвоїв.
1 серпня 1941 року «Тартар» разом з «Панджабі» відвідав росіян у Баренбурзі на острові Шпіцберген та забрав їх до Мурманська, а 2 серпня він знищив метеорологічну станцію німців на острові Ведмежий. 8 серпня супроводжував з есмінцем «Інглефілд» короля Об'єднаного Королівства Георга VI для візиту на Скапа-Флоу.
17 числа у супроводі лінійного корабля «Принц Уельський» на якому прем'єр-міністр Великої Британії В.Черчилль повертався із зустрічі на Атлантичній хартії з Президентом США Ф.Рузвельтом. Коли «Принц Уельський» прибув до Клайду, глава кабінету міністрів пересів на есмінець «Тартар», який доставив його до Грінока на його шляху до Лондона.
20 серпня есмінець вийшов на ескортування транспортного RMS «Імпрес оф Австраліа» та допоміжного суден RFA «Олігарх», які доставляли війська та майно гарнізону на Шпіцберген. Звідсіля кораблі здійснили перехід до Мурманська. По поверненню «Тартар» знову встав на ремонт та переозброєння до доку.

### 1942
Взимку 1942 року корабель входив до складу ескортних сил, що супроводжували арктичні конвої PQ 7B, QP 5, PQ 12, PQ 13 та QP 9. 8 березня есмінець разом з іншими кораблями проводив безуспішну спробу знайти та знищити німецький лінійний корабель «Тірпіц». На переході на значній швидкості через суворі погодні умови постраждала носова артилерійська установка, тому після завершення супроводження конвою корабель прибув на відновлення до судноверфі Кінгстон-апон-Галл.
З квітня до травня 1942 року есмінець на ремонті, а 7 червня повернутий до строю та продовжив виконання бойових завдань з патрулювання й ескорту кораблів і суден у Північній Атлантиці.
У серпні 1942 року есмінець у супроводі ще одного сумнозвісного конвою WS 21S, який йшов з Гібралтару до обложеної Мальти. До складу ескортної групи конвою під командуванням віце-адмірала Е.Сіфрета входили 2 лінкори, 4 ескадрених авіаносці, 7 крейсерів і 32 есмінці. Ескортне з'єднання вважалося найпотужнішим за всю війну, що виділялося на супровід конвою. Британське адміралтейство повністю усвідомлювало, що доля острова залежить від того, скільки транспортів добереться до острова. Особливо важливим був американський танкер «Огайо», зафрахтований міністерством військових перевезень і укомплектований британською командою.
11 серпня після виявлення конвою італійським підводним човном «Воршейх», союзний конвой піддався інтенсивній повітряній атаці та нападам німецьких й італійських субмарин. U-73 раптовою атакою потопив британський авіаносець «Ігл». Бомбардування та торпедні атаки не припинялися ні в ніч, ні вдень. «Тартар» проводив протичовновий захист угруповання, неодноразово застосовував торпеди та глибинні бомби проти ворожих кораблів. 12 числа він завдав удару по італійському підводному човну «Граніто», а трохи пізніше разом з «Лукаут» атакував «Емо». Після ураження противником есмінця «Форсайт» неподалік від острову Галіте, «Тартар» отримав команду тягнути його до бази в Гібралтарі, й 13 серпня він піддався невдалій торпедній атаці німецького підводного човна U-73 під командуванням корветтен-капітана Г.Розенбаума. Після цього через загрозу втрати обох кораблів, командування конвоєм дало команду затопити «Форсайт» і продовжити шлях до ВМБ.
Загалом під постійними атаками німецьких та італійських кораблів, підводних човнів, торпедоносців та бомбардувальників, конвой втратив один авіаносець, 2 легких крейсери, ескадрений міноносець та дев'ять торговельних суден з чотирнадцяти. Ще 1 авіаносець і 2 легких крейсери були пошкоджені у наслідок безперервних нападів.
Після повернення до Англії, «Тартар» включили до ескорту конвоїв PQ 18 та зворотного QP 14, що доставляв за програмами ленд-лізу озброєння, військову техніку і важливі матеріали та майно до Радянського Союзу.
На початку листопада корабель прибув до Гібралтару для посилення десантного ударного угруповання, що готувалося до висадки морського десанту союзників у Північній Африці. З 8 по 30 листопада «Тартар» у складі сил вторгнення, забезпечував прикриття конвоїв та військ, що висадилися на узбережжя Алжиру, а також брав участь у протичовновому патрулюванні прибережних вод.

### 1943
З грудня 1942 до травня 1943 він діяв у західному Середземномор'ї, протистояв спробам італійсько-німецького флоту проводити конвої на північ Тунісу та Лівії, захищав власні конвої від нападів противника. 28 квітня 1943 року атакував ворожі торпедні катери типу S-Boot поблизу острову Мареттімо біля Сицилії. У травні взяв участь у морській блокаді італійсько-німецьких сил, заблокованих у Французькому Тунісі, не даючи можливості евакуювати ці сили до Італії.
11 червня 1943 року есмінець разом з іншими бойовими кораблями союзників залучався до підтримки морської десантної операції з висадки британських військ на італійський острів Пантеллерія, розташований між Сицилією та Тунісом.
11 липня розпочалась масштабна висадка союзників на італійський острів Сицилія. «Тартар» брав активну участь у подіях тої операції, 11 числа він врятував більше за 200 вцілілих з потопленого німецькою авіацією госпітального судна «Таламба». 12 липня есмінець потопив транспорт боєприпасів «Баарн», наступного дня він витягнув з бою пошкоджений у наслідок авіанальотів есмінець «Ескімо» та відбуксирував його до Мальти.
У серпні 1943 року «Тартар» взяв участь в операції «Бейтаун» — висадки британського морського десанту на узбережжя материкової Італії, згодом здійснював вогневу підтримку висадки десанту в Салерно. 19 вересня забезпечував прикриття кораблів під час атаки німецькими радіокерованими планеруючими бомбами Henschel Hs 293. У жовтні продовжував патрулювання узбережжя Італії та невдовзі отримав наказ здійснити перехід до Британських островів на плановий ремонт.

### 1944
По прибуттю на початку листопада до HMNB Devonport встав на ремонт, де перебував до лютого 1944 року. З березня 1944 — лідер 10-ї флотилії есмінців з базуванням на Плімуті. Виконував завдання з берегової оборони південного узбережжя Англії, а також патрулював атлантичне узбережжя окупованої Франції та проводив конвої. У травні разом з крейсером «Беллона» супроводжував мінний загороджувач «Аполло», який виставляв мінні поля в плані підготовки до вторгнення союзних військ до Нормандії.
6 червня 1944 року, в день висадки десанту очолював 10-ту флотилію та забезпечував прикриття ударних та десантних сил від атак німецької авіації та надводних кораблів. 9 червня 1944 року під час патрулювання, британська повітряна розвідка виявила у берегів Бретані в 20 милях від острову Іль-де-Бате групу німецьких ескадрених міноносців і союзні кораблі вийшли їм на перехоплення. «Тартар» дістав пошкодження у ході стрілянини та відступив з бою. Есмінці «Ашанті», «Ескімо», «Джавелін», «Хаїда», «Гурон» та ORP «Піорун» і «Блискавиця» вступили в бій, наслідком якого стало затоплення німецького есмінця ZH1, серйозне пошкодження Z24 та викидання на мілину біля острову Z32.
«Тартар» перебував у ремонті в Девонпорті з 11 по 30 червня 1944 року. Негайно після повернення есмінець підключився до бойових дій, що точилися в районі Ла-Маншу та в Біскайській затоці. 7 липня він вступив у бій тральщиками німецької 46-ї флотилії поблизу Нормандських островів та потопив два з них M4601 і M4605. 6 серпня разом з крейсером «Беллона», есмінцями «Ашанті» та «Хаїда», «Ірокеу» атакували ворожий конвой поблизу Сен-Назера. У результаті швидкоплинного бою британсько-канадські кораблі потопили тральщики M263 і M486, патрульний човен V414 біля Ле-Сабль-д'Олонн та ще чотири малі човни.

### 1945
Після закінчення активної фази боїв біля берегів Франції, есмінець продовжував патрулювання та супроводження конвоїв у східному Атлантичному океані, з вересня визначений до переведення на Тихий океан до складу Східного флоту. У листопаді-січні на регламентних роботах та ремонті. У березні 1945 року, як лідер 10-ї флотилії, розпочав похід на Далекий Схід. 12 квітня прибув до Адена.
З Ємену корабель вийшов до Індійського океану та 20 квітня прибув до Тринкомалі на Цейлоні, де приєднався до кораблів 10-ї флотилії «Нубіан», «Пенн» і «Верулам». 28 числа 63-тя оперативна група бойових кораблів союзників вийшла до Андаманських та Нікобарських островів для зачищення прилеглих акваторій від японських надводних сил.
Надалі «Тартар» залучався до бомбардування морських портів Порт-Блер та Кар-Нікобар на Нікобарських островах. На початку травня брав участь у вогневій підтримці висадки десанту в Рангуні.
10 травня 1945 року есмінець у складі оперативної групи флоту брав участь у битві в Малаккській протоці, коли об'єднаний флот союзників намагався зірвати проходження загону японських бойових кораблів крізь протоку з Сингапуру до Андаманських островів.
З травня до серпня 1945 року здійснював супроводження конвоїв, патрулювання прибережних вод і ескорт бойових кораблів союзних флотів.
2 вересня 1945 року «Тартар» перебував на підписанні акту про капітуляцію Японії в Токійській бухті.

### Післявоєнний час
Після завершення війни на Тихому океані, британський есмінець 7 вересня 1945 року прибув до Пенангу, а звідси перейшов до Плімута, куди прибув 17 листопада. На початку 1946 року його перевели до Резерву флоту, використовувався для тимчасового розміщення флотського персоналу. 6 січня 1948 року корабель продали компанії BISCO на металобрухт, для чого його перегнали в Ньюпорт, Південний Уельс.

## Відео
- HMS Tartar (F43)